# Jacinthe Taillon
Jacinthe Taillon (Saint-Eustache, 1 de janeiro de 1977) é uma nadadora sincronizada canadiana, medalhista olímpica.

## Carreira
Jacinthe Taillon representou seu país nos Jogos Olímpicos de 2000, ganhando a medalha de bronze em Sydney 2000, com a equipe canadense. 